# رينيه الثاني دوق لورين
رينيه الثاني (بالفرنسية: René II de Lorraine)‏ (2 مايو 1451 - 10 ديسمبر 1508) كان كونت فودمونت من 1470 ودوق لورين من 1473 ودوق بار 1483 حتى 1508. ادعى عرش مملكة نابولي وكونتية بروفانس كدوق كالابريا 1480-1493 وكملك نابولي (باسم ريناتو الثاني) والقدس 1493-1508. خلف عمه جون من فودمون ككونت لهاركورت عام 1473، وبادلها بكونتية أومال عام 1495. كما نصب كونت غيز في 1504.